# Serena Amato
Serena Amato (Buenos Aires, 10 september 1974) is een Argentijnse zeilster die uitkomt in de Europe-klasse.
Ze nam voor haar land deel aan de Olympische Spelen van 2000 in Sydney waar ze naar een bronzen medaille zeilde met een score van 51 punten.
Vier jaar later kwam ze met een score van 86 punten in Athene niet verder dan een 6e plaats.